# Zemřít mladý
Zemřít mladý, anglicky  Dying Young, je americké filmové romantické drama z roku 1991 režiséra Joela Schumachera s Julií Robertsovou a Campbellem Scottem v hlavní roli. Snímek byl natočen podle románu, jehož autorkou je Marti Leimbachová.
Jde o jednoduchý příběh problematického milostného vztahu, který vznikne mezi mladou dívkou-ošetřovatelkou a smrtelně nemocným mladým a bohatýn mužem, který dlouhodobě léčí svoji leukémii.

## Děj
Dělnice Hilary O'Neilová (Julia Roberts) přistihla svého partnera doma při sexuálním styku s jinou dívkou. Svého partnera ihned opustila a vrátila se domů zpět k matce a začala si hledat vhodné zaměstnání. V novinách ji zaujal inzerát, který hledal ošetřovatelku a nabízel kromě platu i byt a stravu. Vydala se k bohatému inzerentovi, jímž byl mladý, bohatý a atraktivní muž Victor Geddes (Campbell Scott), který se již 10 let léčil na závažné onemocnění - leukémii. Hilary místo přijala a stala se jeho ošetřovatelkou, Victor se nadále léčil. Oba mladí lidé se postupně sblížili a Viktor zatoužil být zdravý a žít opět jako zdravý člověk. Proto úmyslně přerušil léčbu chemoterapií a i s Hilary odcestoval tajně bez otcova vědomí bydlet na (pro otce neznámé místo) venkov. Hilary ovšem zalhal, namluvil jí, že už je zdravý a léčit se už nemusí. Oba mladí lidé prožívali velmi šťastné období plné vzájemné lásky na venkově v malém domě na břehu moře. Skamarádili se zde i s několika zdejšími lidmi, se kterými také stráví Vánoce a Silvestra. Nicméně před Vánoci se Viktorův zdravotní stav začal opět zhoršovat, tajně si píchal ukryté morfium, na což ale Hilary nakonec přišla a jeho podvod odhalila. Telefonicky kontaktovala Viktorova otce, který se neprodleně dostavil. Mezi oběma mladými lidmi došlo kvůli tomuto incidentu k roztržce a hádce, ale nakonec se usmířili a Hilary Viktora přemluvila k tomu, aby se vrátil domů a do nemocnice a nadále se léčil.

## Tvůrčí tým
- Režie: Joel Schumacher
- Scénář: Richard Friedenberg podle románu Marti Leimbachové
- Hudba: James Newton Howard
  - Saxofonové sólo: Kenny G
- Datum premiéry: 18. srpna 1991
- Žánr: romantické drama
- Délka: 111 minut